# Jean Ranc
Pour les articles homonymes, voir Ranc.
Jean Ranc, né à Montpellier le 28 janvier 1674 et mort à Madrid le 1er juillet 1735, est un peintre français, principalement auteur de portraits dans le goût de Rigaud qui fut son maître (voire de Nattier).

## Éléments de biographie

### Contexte historique

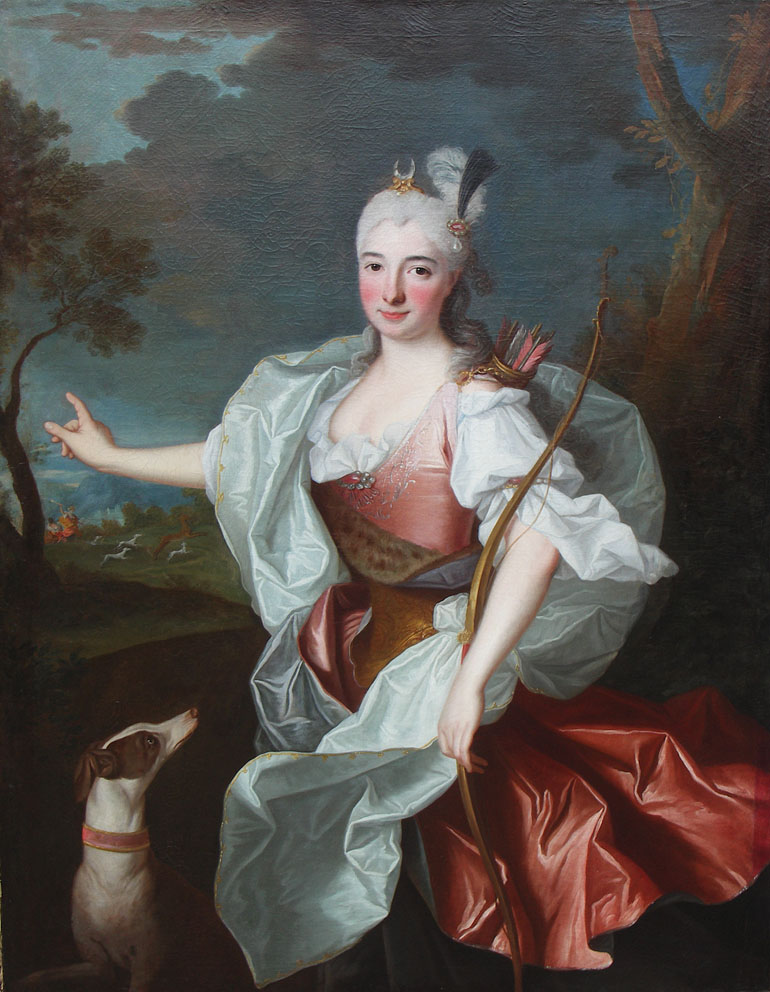
Diane chasseresse (1715), collection particulière.

A l’avènement de la monarchie des Bourbons en Espagne par le couronnement de Philippe V, petit-fils de Louis XIV, aucun des peintres envoyés dans la péninsule ne semblait faire l’affaire. On s’excusa donc maintes fois auprès de la cour de France afin de justifier qu’aucun portrait de la branche des Bourbons d’Espagne n’y avait été envoyé du fait de leur piètre qualité. Philippe V écrivit en 1721 à Versailles non seulement pour obtenir un beau portrait de Louis XV adolescent mais également pour obtenir l’envoi exprès d’un peintre français digne de ce nom parmi le fameux triumvirat « De Troy, Largillierre et Rigaud ».
Pressenti plus particulièrement par le monarque puisqu’il l’avait magistralement peint en 1701, Rigaud oriente plutôt Philippe V vers de jeunes artistes plus aptes à s’établir dans une contrée lointaine tel le montpelliérain Jean Raoux. Ce dernier ayant refusé, Rigaud pense alors à Jean Ranc qui avait épousé sa propre nièce depuis 1715. Toutes ces transactions furent menées par le cardinal Dubois, alors premier ministre de Louis XV. Ainsi démarre véritablement la carrière de Ranc.

### Genèse
Ranc « le jeune » était le fils d'un peintre de renommée provinciale, Antoine Ranc « Le vieux » qui officiait avec une grande activité à Montpellier, ville qui avait abrité les talents d'un certain Sébastien Bourdon et de Françoise de Boyere…
À cette époque, chaque peintre se battait afin d'obtenir les juteux contrats municipaux visant à décorer les édifices publics. Antoine Ranc fut de ceux-là. Homme de goût, il avait constitué une collection personnelle de tableaux de maîtres européens et recevait depuis longtemps de nombreux jeunes artistes dans son atelier, et parmi eux, Hyacinthe Rigaud, dès 1671. Les liaisons entre ce dernier et la famille Ranc furent longues et fructueuses ; ceux-là quelque peu éclipsés cependant par la gloire du premier.
Jean monte rapidement à Paris, dès 1696. Il y devient l'élève assidu de son compatriote catalan et ami, et travaille dans son atelier. Son art d'ailleurs offre encore un certain mimétisme avec celui de son aîné. Agréé à l’Académie le 30 décembre 1700, il y est reçu le 28 juillet 1703 en tant que portraitiste avec le portrait de Nicolas Van Plattenberg, dit "Platte-Montagne" (1631-1706) et celui de François Verdier (1651-1730).
Jean Ranc s'établit alors comme portraitiste de la bourgeoisie parisienne et produit un grand nombre de toiles dans le goût de Rigaud et celui de Nattier. Moins cher que son intouchable ami, Ranc trouve son public jusqu'à l'évènement espagnol. Il épouse le 13 juin 1715 sa filleule et nièce de son professeur, Marguerite Elisabeth Rigaud, fille du peintre Gaspard Rigaud.

### Madrid

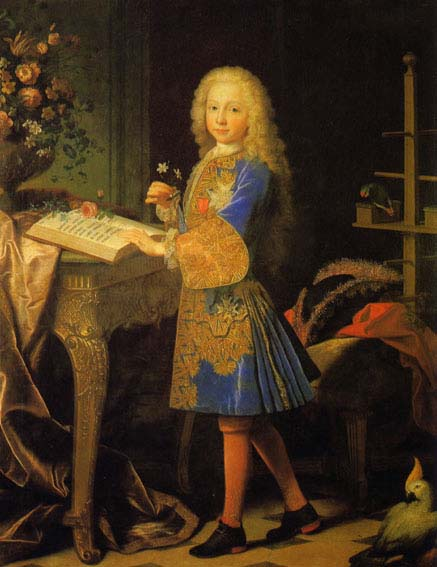
Portrait de Charles III d'Espagne enfant, Madrid, musée du Prado.

Espérant faire une carrière de haute volée dans un pays où le portrait français n'avait pas d'égal, Ranc part pour Madrid où il arrive en septembre 1722. Plus tard, ses premiers enfants le rejoindront : Antoine Jean-Baptiste, Hyacinthe, Marguerite Élisabeth, Claude et Hyacinthe-Joseph. Les deux derniers Jean-Baptiste et Antonia naîtront à Madrid. C'est en 1723 qu'il peint La famille de Philippe V.
L'artiste passe alors une année à Lisbonne entre 1729 et 1730 afin de fixer les traits des membres de la monarchie portugaise. Grâce à sa façon d’allier « la touche fondue de Rigaud à la véhémence castillane de Vélasquez », une nouvelle iconographie des Bourbons d’Espagne voit le jour, satisfaisant Philippe V qui retrouve dans le portrait de son fils, Charles III par Ranc, une bonne alternative aux pièces espagnoles de Carreno de Miranda (portrait de Charles II).
Subissant les critiques des Espagnols « qui ne cherchent qu’à faire tort à un étranger », le séjour de Ranc en Espagne n’est cependant pas de tout repos. Il réclamera en vain la Croix de l'ordre de Saint-Michel ou la place de Maestro de Obras Reales laissée vacante par la mort d'Andréa Procaccini (1671-1734).
A Noël 1734, son atelier dans l'Alcázar royal de Madrid prend feu, sans doute à la suite d'un feu de cheminée. Le château est entièrement détruit, 500 tableaux de Velasquez, Rubens, Dürer, Breughel sont perdus.

## Style

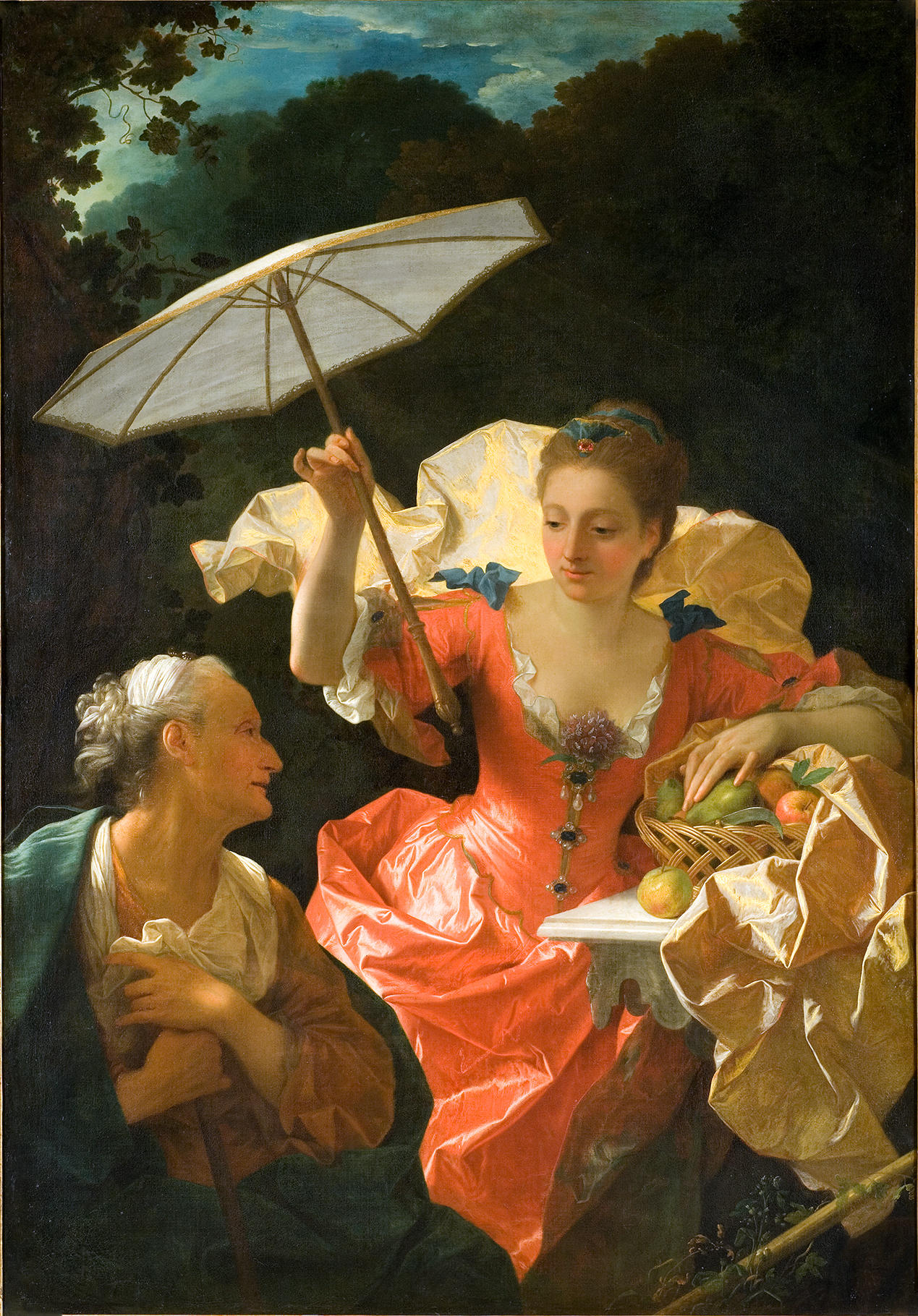
Vertumne et Pomone, Montpellier, musée Fabre.

La filiation entre Ranc et Rigaud va bien au-delà de leurs liens de parenté puisque, rappelons-le, Rigaud avait été l’élève d’Antoine Ranc Le père à Montpellier. Jean Ranc a donc tout naturellement appliqué les préceptes de son professeur et ami mais avec des attitudes plus figées. Ses portraits de Joseph Bonnier de la Mosson et de sa femme furent d’ailleurs attribués à Rigaud comme représentant à tort le Président de La Mésangère et sa femme lors de leur passage en vente aux enchères à Drouot en 1993 et viennent de réapparaître sur le marché de l'art vénitien comme attribués à Largillierre. Le vieux maître avait effectivement peint ces derniers mais en buste en deux toiles indépendantes. Alors que le portrait masculin de Drouot s'avère être une réplique exacte du portrait de Joseph Bonnier de La Mosson de Montpellier (musée Fabre) par Ranc, son pendant féminin imite une formule utilisée par Rigaud pour son portrait de Madame Le Gendre de Villedieu. On mesure alors combien la frontière entre les deux artistes peut être mince et les attributions parfois dangereuses.
En 1710, Ranc réalisa un portrait de Joseph Delaselle, négociant et armateur nantais (Nantes, musée des Beaux-arts) dans lequel il usa d’un même vocabulaire fait de drapés et d’une pose décontractée au sein d’un paysage champêtre. Mais plus encore, son portrait de Louis XV à l’âge de neuf ans (Versailles, musée national du château - voir ci-contre), revêtu de l’habit royal en 1719, confine à l’imitation du portrait de Louis XV en costume de sacre, âgé de cinq ans par Rigaud (même localisation). Le mimétisme est tel qu’on y retrouve les regalia, le lourd drapé animant la scène, la colonne, le manteau d’hermine… Plus tard, dans ses portraits des membres de la cour d’Espagne, Ranc tentera une approche plus nette encore du style de Rigaud mais sans en atteindre ni la souplesse ni la vitalité.

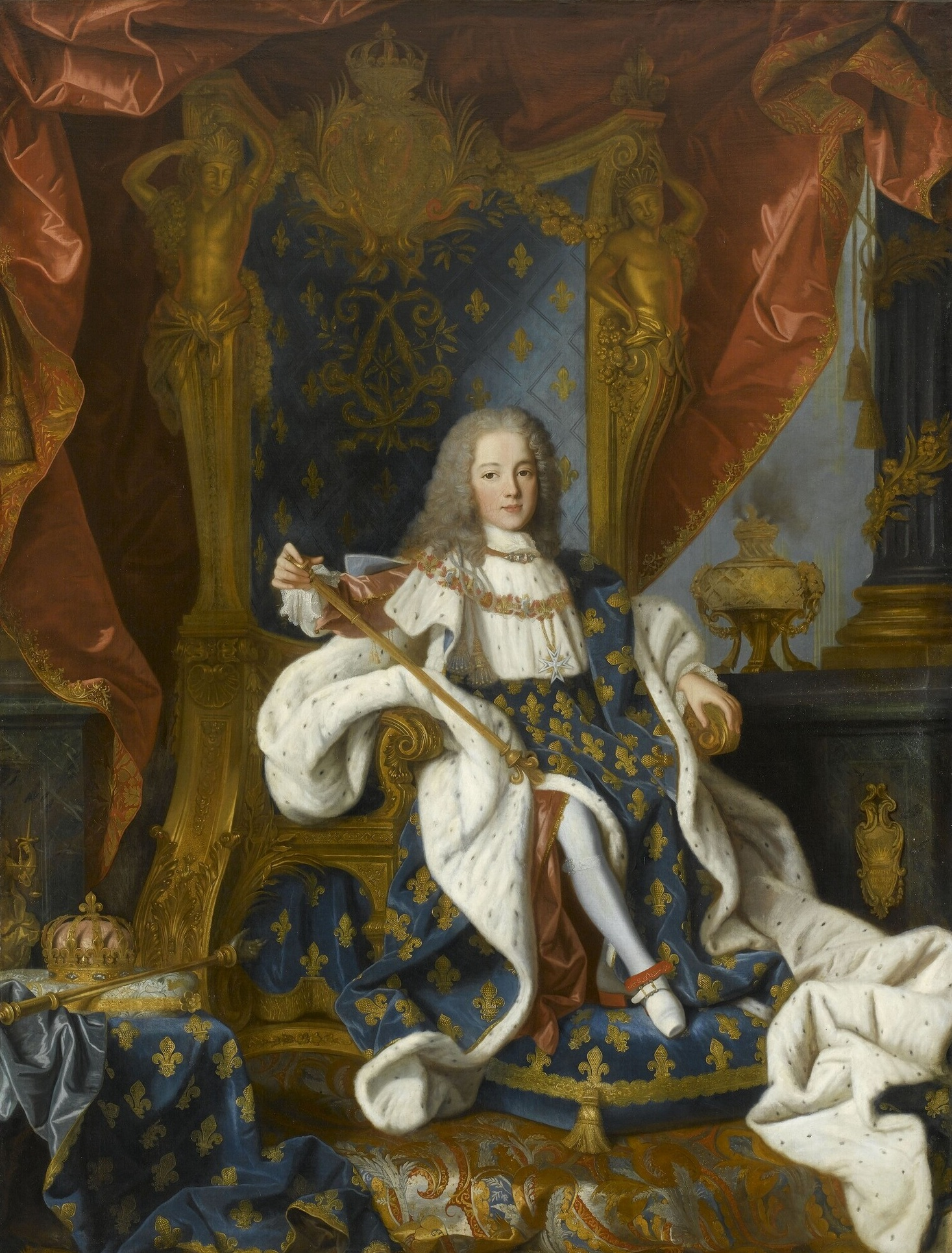
Portrait de Louis XV enfant, Versailles, musée national du château.

Parfaitement au fait des techniques de son parent, il reprendra à son compte certaines postures de militaires établies par Rigaud pour confectionner un portrait de Daniel-François de Gélos de Voisins d’Ambres, comte de Lautrec. Si l’attribution de cette œuvre à Ranc a parfois été mise en doute, elle reprend pourtant à son compte le vocabulaire de Rigaud, du bâton fleurdelisé de maréchal à l’écharpe flottante, la main tendue, le tronc d’arbre et la scène de bataille. Une autre version de ce tableau et son pendant féminin ont été attribués à Jean-Marc Nattier (Genève, musée des Beaux-arts) mais rien n’empêche en définitive de discerner dans ce portrait sinon la main de Rigaud du moins le calque pur et simple d’une formule du catalan par Ranc (ou l’un des aides de l’atelier).
À la mort de Ranc, Rigaud sera une fois de plus sollicité dans le choix d’un peintre officiel pour la cour espagnole, comme l'atteste Dezallier d'Argenville : 
« Lorsqu’après la mort du sieur Ranc son neveu, il fallut nommer le premier peintre de Sa Majesté Catholique, Rigaud, chargé de le choisir, y envoya M. Vanloo le fils, qui a longtemps occupé cette place avec distinction, & qui ne se distingue pas moins présentement en cette ville. »
Concrètement, le style de Ranc est très proche de celui de Rigaud. Toutefois, sa technique est très reconnaissable aux mains très effilées qu'il produit et surtout aux plis très cassants dont il use dans ses drapés ; ceux de Rigaud étant beaucoup plus souples et fondus. À l'inverse de son aîné qui donnait aux visages une vérité extraordinaire, Ranc trahit souvent une certaine sécheresse des traits, assez figés. Mais son art reste avant tout un art d'apparat et de la couleur dont les qualités restent réelles.

## Galerie

Œuvres de Jean Ranc
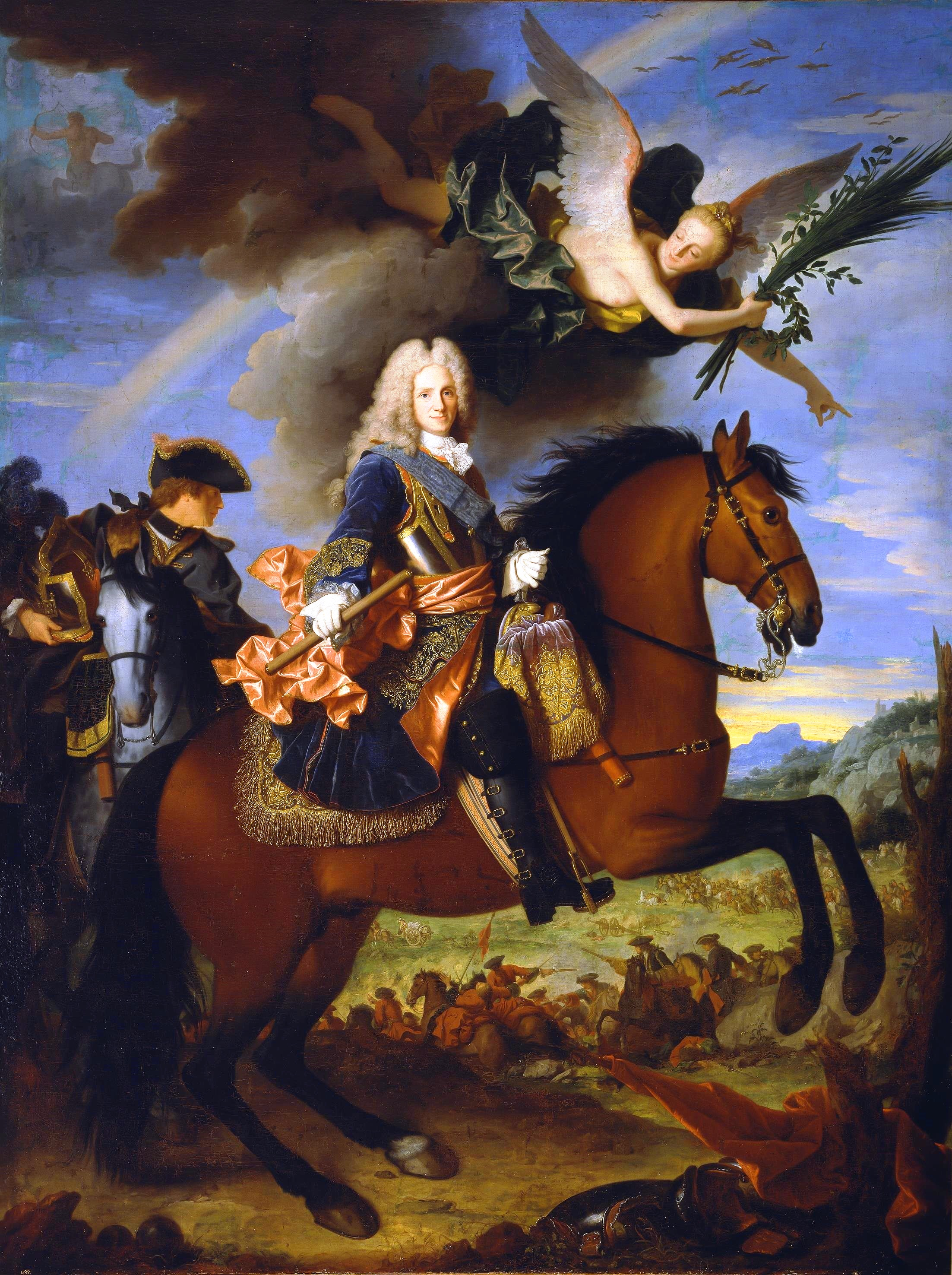
Portrait équestre de Philippe V d'Espagne, Madrid, musée du Prado.
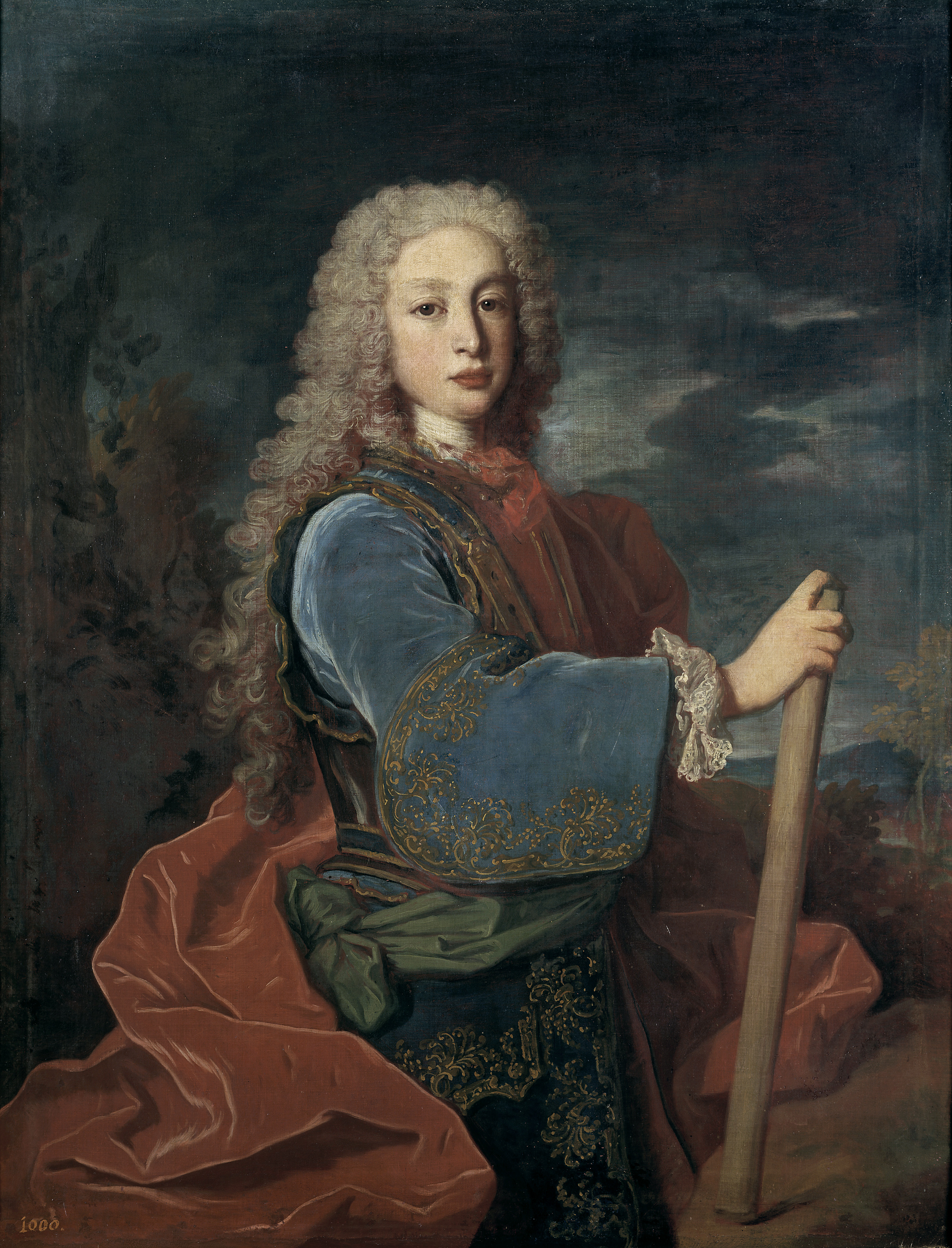
Joseph 1er de Portugal, Madrid, musée du Prado.
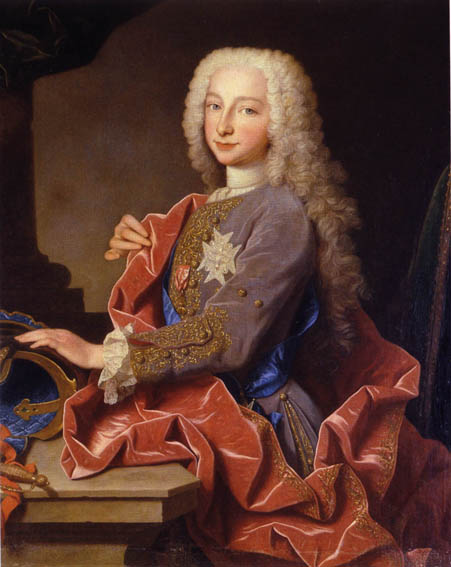
Charles de Bourbon, futur Charles III, palais Royal de Madrid
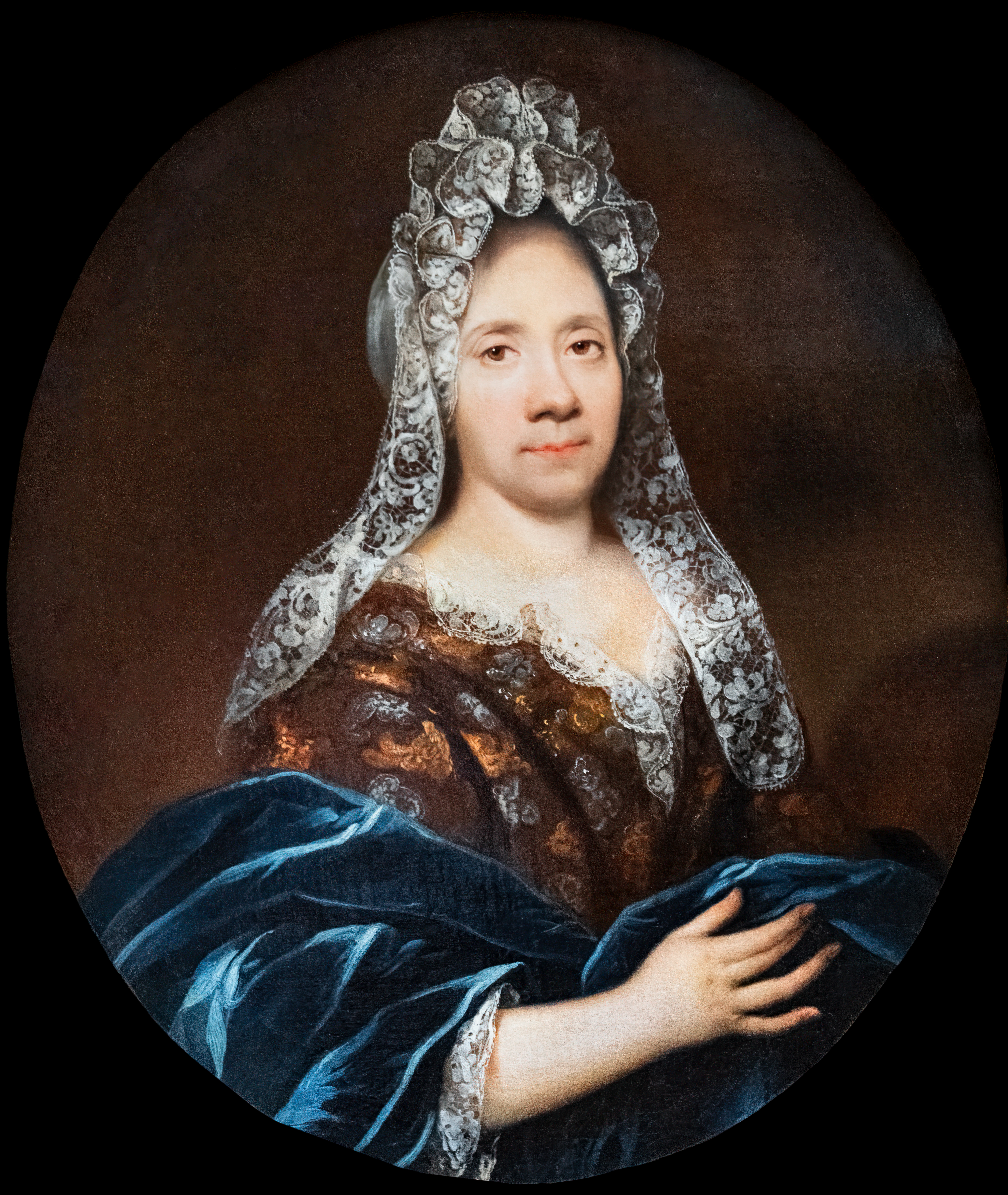
Portrait d'une grande dame - Musée des Beaux-Arts de Narbonne
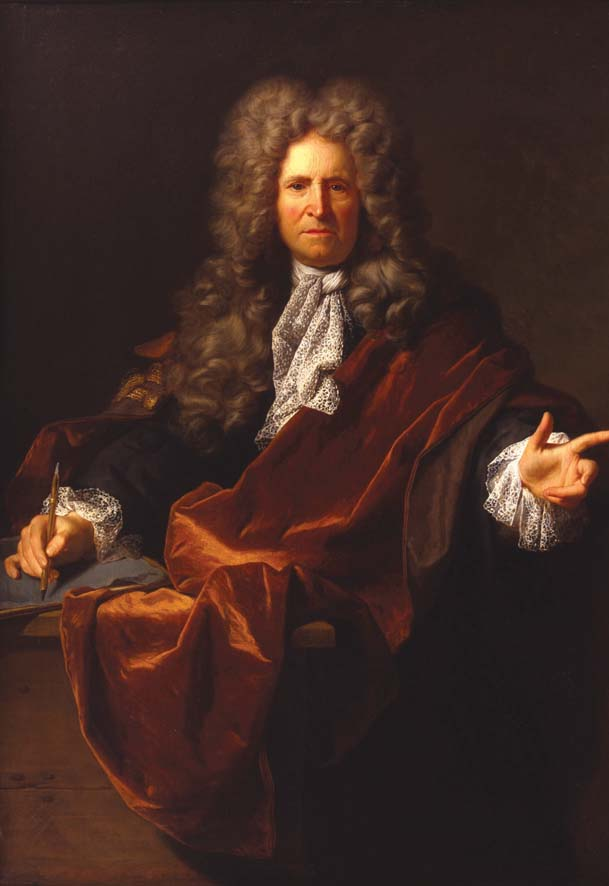
Portrait du peintre Nicolas de Plattemontagne, dit « Platte-Montagne » (1703), Versailles, musée national du château.
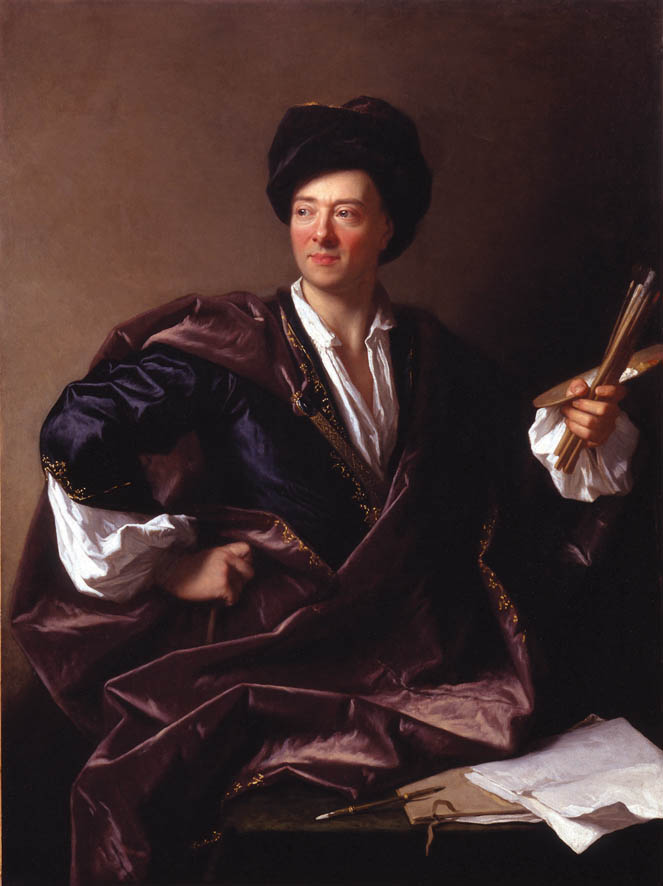
Portrait du peintre François Verdier (1703), Versailles, musée national du château.